# ラミー
ラミー（英語: rummy）は、カードゲームの一種。カードを組み合わせて、同数値の札や同スートで連続した数値の札を作ることを目的とする。トランプを用いることが多いが、トランプ以外のカードやタイル（牌）を用いるゲームもある。一般にラミー系として一つのゲーム分野を構成する。

## 歴史
歴史上もっとも古いラミーは「コンキアン」と呼ばれる、ラテンスタイルの40枚のカードを使うゲームで、メキシコの文献がもっとも古い。19世紀中頃にはアメリカ合衆国に伝わり、1877年に「Coon Can」の名前で記録されている。20世紀はじめにアメリカからイギリスに伝わり、そこから各地に伝播した。
ジョン・スカーニーはラミーをポーカーに由来するゲームと考え、コンキアンは逆にアメリカ合衆国からラテンアメリカに入ったと考えた。しかし、コンキアンで8・9・10のカードを使わないのは明らかにラテン系のゲームの特徴であり、この説はあまり支持されていない。
西洋のラミーは麻雀によく似ているが、両者の関係は明らかでない。デビッド・パーレットは、中国から移民によってアメリカ合衆国にもたらされたか、またはフィリピンあたりを経由してメキシコに伝わり、そこからアメリカ合衆国に伝わったのではないかと考えている。

## 基本的な道具
数種類のスート（もしくは色）がある、連続した数値のあるカード（もしくはタイル）を使う。

## 基本的なルール
ここでは通常のトランプ52枚を使ったもっとも基本的なラミーを説明する。このゲームは、手札の一部を使ってメルドと呼ばれる組み合わせを作ることを目的とする。メルドには2種類がある。
1. グループ（セット）：3枚以上の同じランクのカード
2. シーケンス（ラン）：3枚以上の同スートで連続したランクのカード。Aは常に1として扱う（Kとはつながらない）。

プレイは以下の手順で行われる。
- ディーラーは各競技者に決まった枚数のカードを配る。これを手札という。手札の枚数は、人数が2人なら10枚、3-4人なら7枚、5-6人なら6枚とする。
- 次にディーラーは1枚のカードを表向きにテーブルに置く。これが最初の捨て札となる。
- 残りは裏向けに積んでおく。これが山札となる。
- 各競技者はディーラーの左隣から時計回りに、順に以下の操作を行う。
  1. 山札または捨て札の一番上から1枚とって手札に加える。
  2. 手札の中にメルドがあればそれを公開したり、公開ずみの自分または他人のメルドに手札をつなげたりできる（しなくてもよい）。
  3. 手札が1枚以上残っている場合、不要な1枚を表向きにして捨て札の山の一番上に置く。
- 手札がすべてなくなった者の勝ちになる。残りの人は手札の点数の合計を勝った人に支払う。絵札を1枚10点、それ以外はカードの数字（Aは1）を点数として計算する。すべてのカードを一度に公開して上がった場合は、倍額を支払う。

## ラミーの種類
- 基本的なラミー：手札すべてをメルドにして上がった者が勝つ。残りの人は自分の手札の枚数などを計算することによって得点が決まる。セブンブリッジは基本的なラミーの一種である。ラミーキューブも基本的なラミーに含まれる。
- コントラクトラミー：公開できるメルドに条件があり、回が進むごとに条件がきびしくなっていく。
- ノックラミー：メルドは公開しない。手札中のメルドになっていないカードの点数が他の競技者より少ないと予測できたら「ノック」を宣言することができる。ジン・ラミーがもっとも有名である。非常にスピーディーなゲーム。
- メルドにスコアがあるもの：単にあがることを競うのでなく、点数の高いメルドを作ることに価値があるもの。麻雀は代表的なゲーム。カナスタもこのタイプのラミーであるが、7枚以上のメルドを作る難しい条件をクリアする必要がある。